# بارون أحمر (فلم)

## البارون الأحمر
يحكي فيلم البارون الأحمر قصة طيار ألماني من الحرب العالمية الأولى لطالما حيكت حول شجاعته ومغامراته الأساطير. الفيلم، الذي يعتبر أغلى فيلم في تاريخ السينما الألمانية، يصور البارون الأحمر كبطل قومي.
في الصورة حفيد البارون الأحمر
يرجع اسم البارون الأحمر الذي أطلق على مانفرد فون ريشتهوفن كما تقول القصص التاريخية إلى لون طائرته الأحمر التي كان يقودها. وقد تمكن هذا البارون من إسقاط أكثر من ثمانين طائرة من طائرات الحلفاء خلال الحرب العالمية الأولى، الأمر الذي جعل منه أشهر طيار ألماني بل أيقونة عصره.
وبعد تسعين عام على مقتله، يستعرض فيلم ألماني كلف ثمانية عشر مليون يورو، سيعرض لأول مرة في ألمانيا في العاشر من أبريل، حياة هذا النبيل البروسي التي انتهت وهو في الخامسة والعشرين من عمره. ويقوم الفيلم على سيرة ذاتية لريشتهوفن من توقيع المؤرخ يواخيم كاستان.
بطولة رغم عبثية الحرب
لكن الحديث عن الحرب أمر يتم تجنبه في ألمانيا، كما يتم تجنب الحديث عن المواقف الوطنية، لكن هذا الفيلم يكسر هذا التابو، بل في الكتاب والفيلم معا يصور البارون كبطل حتى وإن تم تجنب الاحتفاء بالحرب. ونقلا عن الغارديان قال كاتب الفيلم ومدير إنتاجه بأنه تاريخيا كان من غير الممكن القيام بمثل هذا العمل حول بطل حربي ألماني. غير أن الفيلم كما يقول يعلن نقده للحرب بوضوح.
ويحكي الكتاب الذي يحمل عنوان «البارون الأحمر» القصة الكاملة لمانفريد فون ريشتهوفن. يبدأ الكتاب بقصة معروفة تقول بأن ريشتهوفن أطلق النار على طائرة للعدو، ولما رأى أن سلاح العدو سقط من الطائرة أرغمه على الهبوط قبل أن يمد له يده مواسيا.
اهتمام كبير بالتاريخ الحربي لألمانيا
من مشاهد تصوير الفيلم
ويصور الفيلم بطلاً إنسانيا يتمتع بحساسية عالية بعيدة عن همجية الحرب. ويظهر ذلك من خلال حب البارون لممرضته كيت التي أدت دورها الممثلة الإنجليزية لينا هايدي، وقد فقد البارون حياته وهو يؤدي واجبه في الحادي والعشرين من أبريل/ نيسان سنة 1918، أي قبل أسبوع فقط قبل نهاية الحرب، ولم يعرف شيء عن ظروف مقتله. والفيلم والكتاب معاً يشكلان جزءاً من الاهتمام الكبير الذي يحظى به التاريخ الحربي في ألمانيا. ويأتي الفيلم بعد سلسلة من الأفلام وعلى رأسها السقوط الذي صور الأيام الأخيرة في حياة أدولف هتلر.

## وصلات خارجية
- بارون أحمر على موقع IMDb (الإنجليزية)
- بارون أحمر على موقع روتن توميتوز (الإنجليزية)
- بارون أحمر على موقع قاعدة بيانات الأفلام العربية
- بارون أحمر على موقع ألو سيني (الفرنسية)
- بارون أحمر على موقع Turner Classic Movies (الإنجليزية)
- بارون أحمر على موقع أول موفي (الإنجليزية)
- بارون أحمر على موقع بوكس أوفيس موجو (الإنجليزية)
- بارون أحمر على موقع فيلمافينيتي (الإسبانية)
- بارون أحمر على موقع قاعدة بيانات الأفلام السويدية (السويدية)
- بارون أحمر على موقع قاعدة بيانات الفيلم (الإنجليزية)

1. ↑  مذكور في: رسم قوقل البياني المعرفي.
2. ↑  "German pic tracks career of flying ace; Warner flies with 'Baron'."Variety, 6 February 2007. Retrieved: 30 June 2017. [وصلة مكسورة] نسخة محفوظة 27 نوفمبر 2009 على موقع واي باك مشين.